# Drosophila ochrobasis
Drosophila ochrobasis ist eine seltene Fliegenart aus der Gattung Drosophila innerhalb der Familie der Taufliegen. Sie ist auf der Insel Hawaiʻi endemisch und galt zwischen 1986 und 2006 als ausgestorben.

## Merkmale
Sowohl der Körper als auch die Flügel haben eine Länge von 4,6 mm. Der Kopf ist vorne gelb und oben braun. Das Gesicht ist weiß mit einer vervorstehenden Kante, die entlang der Mitte verläuft. Der Thorax ist gelb, abgesehen von einem großen braunen Flecken an jeder Seite. Die Beine sind gelblich mit einer bräunlichen Tönung. Bei den Männchen sind die basalen dreifünftel der Flügel überwiegend klar bis durchsichtig mit matten bräunlichen Querstreifen. Die äußeren zwei Drittel der Flügel sind dunkelbraun mit großen braunen, klaren Flecken ähnlich denen der Art Drosophila setosimentum. Die Weibchen von Drosophila ochrobasis sind nahezu nicht von denen der Art Drosophila setosimentum zu unterscheiden.

## Lebensraum und Lebensweise
Drosophila ochrobasis bewohnt halbtrockene und feuchte Wälder. Die Larven nutzen Pflanzen der Gattungen Myrsine, Clermontia und Marattia als Wirtspflanzen.

## Vorkommen und Status
Ursprünglich war Drosophila ochrobasis in den Höhenlagen zwischen 1.189 und 1.615 m weit verbreitet. Die Art wurde an zehn Stellen an den vier Vulkanen Hualālai, Mauna Kea, Mauna Loa und Kohala gefunden. Zwischen 1967 und 1975 gab es fast jedes Jahr Sichtungen dieser Art, die häufigsten waren mit 135 Vorkommen in der Zeit zwischen 1970 und 1974. Nach der Beobachtung eines einzelnen Individuums im Jahr 1986, schlugen Expeditionen zur Wiederentdeckung der Art zwischen 1995 und 1997 zunächst fehl, jedoch gelang es dem US-amerikanischen Insektenforscher Karl Magnacca im Jahr 2006 ein Männchen und in den Jahren 2009 und 2010 fünf weitere Exemplare zu beobachten und zu fotografieren.

## Systematik
Der Holotypus von Drosophila ochrobasis wurde 1968 von Dilbert Elmo Hardy und Kenneth Y. Kaneshiro auf der Basis eines Exemplars beschrieben, das 1967 in 1.692 m Höhe am Puu Hualālai auf der Insel Hawaiʻi gesammelt wurde. Basierend auf chromosomalen Studien gehört D. ochrobasis zum Artenkomplex von Drosophila adiastola und ist offenbar am ehesten mit Drosophila setosimentum verwandt.